# 武汉社会主义青年团
武漢社會主義青年團是一個曾經存在於中國的社會主義青年組織。其前身是1920年成立的武昌社会主义青年团 。

## 歷史

### 武昌社会主义青年团時期
1920年9月，武昌共產主義小組成立。其成員董必武、陈潭秋首先在武汉中学建立青年組織。
1920年11月7日，武昌社会主义青年团第一次代表會議在武漢中學召開。
1921年5月，由於內部矛盾，在其上級組織的要求下，武昌社会主义青年团宣布解散。
1921年12月4日，在其上級組織指示下，重建武昌社会主义青年团。

### 武漢社會主義青年團
1922年4月9日，根据上海社會主義青年團(代理中央职权)的指示，武昌社会主义青年团內部組織改組並改称武汉社会主义青年团。之後其組織迅速擴張，至5月，其組織成員業已達到200多人。
1922年5月，其派人參與中國社會主義青年團第一次代表大會。